# Adolf Butenandt
Adolf Butenandt tên đầy đủ là Adolf Friedrich Johann Butenandt (24.3.1903 – 18.1.1995) là một nhà hóa sinh người Đức, đã đoạt giải Nobel Hóa học năm 1939 cho "công trình nghiên cứu về steroid giới tính" (sex steroid). Lúc đầu, ông bị chính phủ Đức quốc xã ép phải khước từ giải này, nhưng sau Chiến tranh thế giới thứ hai, ông đã nhận giải này vào năm 1949.

## Cuộc đời và Sự nghiệp
Ông sinh tại Lehe, gần Bremen, và học ở Đại học Marburg, sau đó tham gia nhóm nghiên cứu của Adolf Windaus - người đoạt giải Nobel Hóa học (1928) - ở trường Đại học Göttingen và đậu bằng tiến sĩ hóa học năm 1927.

Estrone

Adolf Windaus và Walter Schöller của công ty dược phẩm Schering khuyên ông nghiên cứu về các hormone tiết ra từ buồng trứng. Việc nghiên cứu này đã dẫn tới sự phát hiện ra estrone (hormone động dục) cùng các hormone giới tính nữ căn bản khác, được chiết ra từ hàng ngàn lít nước tiểu. Ông được thưởng giải Nobel Hóa học năm 1939 cho công trình nghiên cứu này, chung với Lavoslav Ružička người đã tham gia vào việc tổng hợp nhiều steroid mới được phát hiện.
Sau khi đạt được Habilitation, ông trở thành giảng viên ở Đại học Göttingen năm 1931, sau đó làm giáo sư ở Đại học Kỹ thuật Danzig năm 1933, và sau một cuộc thăm viếng Hoa Kỳ trở về, ông làm giám đốc Viện Hóa sinh Kaiser Wilhelm (sau đổi tên là Viện Hóa sinh Max Planck) ở Berlin-Dahlem từ đầu năm 1936.
Butenandt gia nhập Đảng Công nhân Đức Quốc gia Xã hội chủ nghĩa ngày 1.5.1936 (danh số đảng viên 3716562). Là người đứng đầu một Viện, ông phải xin tiền của chính phủ để tập trung vào công trình nghiên cứu được gán cho tên là kriegswichtig (quan trọng cho chiến tranh). Vì thế, một số lãnh vực nghiên cứu của ông có liên quan tới các dự án quân sự, chẳng hạn việc cải thiện sự thâu nạp oxy cho các phi công lái máy bay ném bom khi bay cao. Việc tham gia vào chế độ Đức quốc xã cùng các đề tài nghiên cứu (quân sự) đã khiến ông bị chỉ trích sau chiến tranh, thậm chí cả sau khi ông đã qua đời cũng chưa hoàn toàn chấm dứt. Khi Viện di chuyển về Tübingen năm 1945, ông trở thành giáo sư ở Đại học Tübingen. Năm 1956, khi Viện lại chuyển về Martinsried, một khu ngoại ô của München, Butenandt làm giáo sư ở Đại học München. Ông cũng làm chủ tịch Hội Max Planck Phát triển Khoa học sau Otto Hahn từ năm 1960 tới năm 1972.
Butenandt cũng được công nhận là người phát hiện ra pheromone do con ngài tằm tiết ra và đặt tên là Bombykol năm 1959.
Butenandt từ trần ở München năm 1995, thọ 91 tuổi.

## Tác phẩm

### Của Butenandt
- Butenandt, Adolf: Reflexionen über die Würde des Menschen, 102 S., Adolf Butenandt feierte am 24. März 1983 seinen 80. Geburtstag. Die aus diesem Anlaß am 14. Mai 1983 zu Ehren von Adolf Butenandt gehaltenen Vorträge sind in diesem Heft wiedergegeben. Das Heft erscheint als Privatdruck zur Erinnerung an diesen Tag.

### Liên quan tới Butenandt
- Klee, Ernst: Augen aus Auschwitz. In: Die Zeit 5/2000
- Ebbinghaus, Angelika; Roth, Karl-Heinz: "Von der Rockefeller Foundation zur Kaiser Wilhelm/Max-Planck-Gesellschaft: Adolf Butenandt als Biochemiker und Wissenschaftspolitiker des 20. Jahrhunderts" In: Zeitschrift für Geschichtswissenschaft, 2002, 50. Jhrg., Nr. 5, p. 389-419
- Max-Planck-Gesellschaft: 100. Geburtstag Adolf Butenandt. 39 S.